# Brachioteuthis

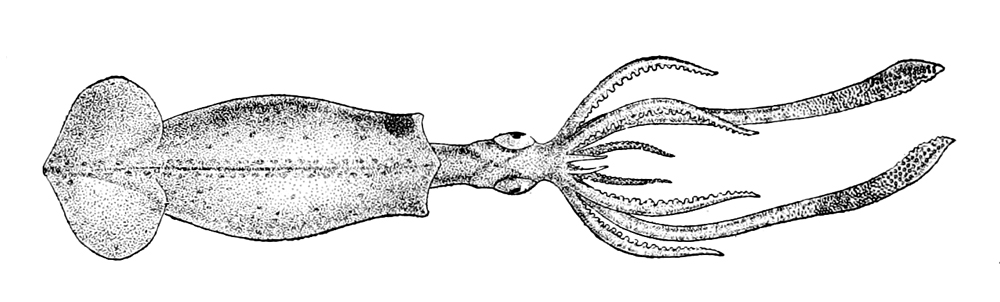
Giovanile di B. riisei

Brachioteuthis è un genere di molluschi cefalopodi appartenente alla famiglia Brachioteuthidae.

## Descrizione
In Brachioteuthis il mantello è allungato e slanciato con parete sottile ma ricca di tessuto muscolare; all'estremità posteriore porta le pinne che sono relativamente piccole, di forma romboidale o cuoriforme, dotate nella parte anteriore di lobi liberi. La pelle è liscia tranne che nei maschi adulti nei quali possono essere presenti delle verruche o un reticolo cutaneo. Nella clava tentacolare la parte mediana, detta mano, è particolarmente espansa e dotata di numerose file trasversali di ventose piccole e poste su un lungo peduncolo; la parte distale della clava, detta dattilo, ha 3 o 4 serie di ventose. Nella mano le ventose della parte prossimale sono più grandi e sono di circa il 50% più piccole che nella parte prossimale del dattilo. Sulle braccia le ventose sono biseriate. In gran parte delle specie è presente un fotoforo nella parte ventrale del globo oculare. Le paralarve e i giovanili sono piuttosto diversi dagli adulti. In essi il mantello può essere globoso e le pinne ovali-rotondeggianti a forma di pagaia, staccate all'estremità posteriore. Può esserci un "collo" abbastanza allungato fra il mantello e la testa e gli occhi possono essere rivolti ventralmente. È inoltre presente un rigonfiamento sulla parte superiore della testa e i tentacoli possono essere più spessi delle braccia.
La taglia è piccola e non supera i 20 cm.

## Distribuzione e habitat
Il genere ha distribuzione cosmopolita. Nel mar Mediterraneo è presente Brachioteuthis riisei.
La profondità di vita di questi cefalopodi è poco nota. Si tratta di specie pelagiche che effettuano importanti migrazioni nictemerali: nei pressi delle Hawaii vengono catturati di giorno fino a 975 metri mentre nelle ore di buio possono risalire fino a soli 100 metri. Studi effettuati nel Mediterraneo hanno restituito risultati simili.

## Biologia

### Riproduzione
Alcune specie depongono uova planctoniche singole, caso piuttosto raro fra i cefalopodi. Le paralarve nuotano con la testa in basso, pare per imitare delle meduse.

### Predatori
Tra i predatori ci sono tonni pinna gialla e pesci spada.

## Pesca
Non hanno alcuna importanza per la pesca. Sono però importanti costituenti della rete trofica pelagica e prede di numerose specie di pesci di interesse commerciale.

## Tassonomia
Il genere comprende 6 specie::
- Brachioteuthis beanii Verrill, 1881
- Brachioteuthis behnii (Steenstrup, 1882)
- Brachioteuthis bowmani Russell, 1909
- Brachioteuthis linkovskyi (Lipinski, 2001)
- Brachioteuthis picta Chun, 1910
- Brachioteuthis riisei (Steenstrup, 1882)